# Test 3D del Antisemitismo
El Test 3D del Antisemitismo es un conjunto de tres criterios propuesto en el Jewish Political Studies Review en el 2004por Natan Sharansky,líder judío y expresidente de la Agencia Judía para Israel. Según el autor, dichos criterios tienen por objetivo distinguir la crítica legítima de Israel del antisemitismo. Las tres D corresponden a Deslegitimación [de Israel], Demonizacion [de Israel], y sometiendo a Israel a estándares Dobles.
El profesor Irwin Cotler, un destacado experto en derechos humanos, ha dicho que "tenemos que establecer ciertos límites de donde la crítica a Israel no cruce la línea, porque soy uno de los que cree firmemente, no sólo en el libre discurso, sino también en el debate riguroso, la discusión, la dialéctica, y similares. Si uno dice con demasiada facilidad que todo es antisemita, entonces nada es antisemita, y ya no se puede distinguir". El test busca refutar el argumento de que cualquier crítica hacia el Estado de Israel es considera como antisemita, y por lo tanto la crítica legítima es silenciada e ignorada. Esta prueba ha sido aprobada por el Departamento de Estado de los Estados Unidos. Ha sido criticada por su falta de "rigor suficiente para ser utilizado sin modificaciones con fines académicos o gubernamentales".

## Conceptos principales
La teoría se puede implementar en muchas situaciones diferentes, especialmente no antisemitismo clásico, por ejemplo antisemitismo que es más sutil y más difícil de reconocer. Este antisemitismo, no el clásico toma la forma de atacar a Israel, el estado judío. Como explica Sharansky: "esconderse detrás de la chapa de la 'crítica legítima de Israel', este nuevo antisemitismo es mucho más difícil para exponer".[cita requerida] Una persona puede analizar una noticia, artículo de opinión, entrevista o incluso una protesta y ver si las críticas que se realizan cruzan la línea de al menos uno de los siguientes D.

### Deslegitimación
El concepto de "deslegitimación de Israel" se refiere a la negación del derecho de autodeterminación del pueblo judío, por ejemplo, al afirmar que la existencia de un Estado de Israel es un proyecto racista. Esta afirmación discrimina a los judíos negando su derecho básico de autodeterminación como se determinó por el derecho internacional. Dado que cualquier discriminación contra un grupo étnico, racial o nacional específico se considera un tipo de racismo, la deslegitimación del derecho del pueblo judío a su autodeterminación se ve como el racismo contra los judíos, es decir, el antisemitismo.
El ex primer ministro de Suecia, Per Ahlmark, un destacado defensor de la lucha contra el antisemitismo, escribió: "en comparación con la mayoría de los brotes antisemitas anteriores, este nuevo antisemitismo es a menudo menos dirigida contra Judíos individuales. Ataca principalmente a las colectividades judías, a el Estado de Israel y luego esos ataques inician una reacción en cadena de asaltos a Judíos individuales e instituciones judías. [...] en el pasado los más peligrosos antisemitas eran los que querían hacer del mundo judenrein (libre de judíos). Hoy en día, los antisemitas más peligrosos podría ser aquellos que quieren hacer del mundo judenstaatrein, libre de un Estado judío." El profesor Irwin Cotler ha definido la deslegitimación como uno de los nueve conjuntos de lo que denomina "neoantisemitismo". Cotler utiliza el término "antisemitismo político" para describir la negación del derecho del pueblo judío a la autodeterminación y la deslegitimación de Israel como un Estado.

### Estándares dobles
La segunda 'D' se refiere a la aplicación de diferentes principios en situaciones similares. Si una persona critica a Israel y sólo Israel sobre determinados temas, pero opta por ignorar situaciones similares realizadas por otros países se está realizando una política de estándares dobles contra Israel. La aplicación de una norma moral diferente para judíos y de Israel en comparación con el resto del mundo, al igual que la afirmación de deslegitimación, discrimina a un grupo específico y se etiqueta como antisemitismo.
Thomas Friedman argumentó de forma similar, al tildar de hipócritas y antisemitas los movimientos de "Boicot, Desinversiones y Sanciones" (BDS) que ignoran la situación en Siria, Arabia Saudí e Irán. En el mismo asunto, Friedman también ha escrito que "criticar a Israel no es antisemita, y el que lo diga es vil, Pero señalar a Israel por el oprobio y la sanción internacional fuera de toda proporción a cualquier otra parte en el Medio Oriente - es antisemita, y el que no lo diga es deshonesto".
El profesor Irwin Cotler también ha definido los estándares dobles como uno de los nueve conjuntos de lo que denomina "neoantisemitismo". Cotler ofrece la negación de Israel de la igualdad ante la ley en el ámbito internacional (es decir, "la singularización de Israel para un trato diferenciado y discriminatorio en el ámbito internacional") como un nuevo acto antisemita.

### Demonización
La última 'D' se refiere a a representación de ciertos grupos como malos, demoníacos, o satánicos. La Agencia Europea de Derechos Fundamentales (FRA) ha definido el antisemitismo como "acusación frecuentemente hacia los judíos de conspirar para dañar a la humanidad", y se utiliza a menudo para culpar a los judíos de que «las cosas van mal». Se expresa en el habla, la escritura, las formas visuales y acciones, y emplea estereotipos siniestros y rasgos de carácter negativos". Si la crítica usa metáforas, imágenes o retórica que implica que los israelíes o los judíos son malvados, es una vez más una proyección de los libelos de sangre y de la retórica antisemita.
Un ejemplo de ello son las alegaciones deshumanizadoras, demonizadoras, mendaces o estereotipadas sobre los judíos como colectivo; especialmente, pero no exclusivamente, el mito de la conspiración judía mundial o del control por parte de los judíos de los medios de comunicación, la economía, el gobierno u otras instituciones sociales.

## Respuesta
Jonathan Judaken escribe que "los criterios de demonización, deslegitimación y estándares dobles para delimitar cuando la crítica de Israel se convierte judeofobia es un principio útil , pero todavía son tenues y plantean problemas"
Kenneth L. Marcus escribe que "Si bien la prueba 3D de Sharansky es útil en parte por su astucia mnemotecnia, he argumentado en La identidad judía y los Derechos Civiles en Estados Unidos, que carece de suficiente rigor para ser utilizado sin modificaciones con fines académicos o gubernamentales".